# Никко
Никко́ (яп. 日光 Никко:, букв. «солнечный свет») — город в Японии, в префектуре Тотиги. Расположен в 115 км к северу от Токио. По состоянию на 2 декабря 2020 года в муниципалитете проживало 80 239 человек. Никко занимает третье место в Японии по муниципальной площади (1449,83 км²).
Город расположен на западе префектуры, в горах Асио. Через центральную часть Никко протекает река Дайя, южная часть относится к бассейну реки Курокава. 90 % муниципальной территории занимают горы. На севере расположены вулканы Никко (日光火山群). Климат морской влажный муссонный, среднегодовая норма осадков — около 1400 мм.
Город был основан в 782 году как поселение у синтоистского святилища Футарасан. После возведения в городе в 1617 году святилища Тосё-гу Никко стал развиваться как прихрамовый город, став важным религиозным центром. Кроме того, в период Эдо в городе сходилось несколько путей, отчего он стал почтовым городом. В 1954 году Никко получил статус города.
Никко является железнодорожным и автомобильным узлом. В городе расположены предприятия пищевой промышленности, алюминиевого проката и стройматериалов, производство медной фольги.
Начиная с эпохи Мэйдзи, Никко является популярным курортом. Главными его достопримечательностями являются святилища Тосё-гу и Футарасан, буддийский монастырь Ринно-дзи, озеро Тюдзендзи, водопад Кэгон и болото Сендзёгахара. Тосё-гу, Футарасан и Ринно-дзи с 1999 года включены в список Всемирного наследия.
Природные достопримечательности города входят в национальный парк Никко, основанный в 1934 году.

## В астрономии
В честь Никко назван астероид (1185) Никко, открытый 17 ноября 1927 года японским астрономом Окуро Оикавой в Токийской астрономической обсерватории

## Галерея
- Мост Синкё - один из символов города
- Никко Тосё-гу
- Три обезьяны из Никко
- Риннодзи
- Футарасан
- Кедровая аллея Никко